# Bautastein von Krågøy
Der Bautastein von Krågøy ist ein Menhir östlich von Ystebøhavn auf der zur Inselgruppe Kvitsøy gehörenden Insel Krågøya im Boknafjord, im Fylke Rogaland in Norwegen.
Der Bautastein stand ursprünglich auf einem Hügel weiter nördlich neben einem Bauernhof. Der Bau eines TV-Sendemastes, der heute nicht mehr in Betrieb ist, hatte in den frühen 1980er-Jahren eine Versetzung des Bautasteins zur Folge. Er ist fast 6,0 Meter hoch und hat einen rechteckigen Querschnitt. Es ist an der Basis 80 bis 90 cm breit und verjüngt sich, um in einer abgerundeten Spitze zu enden. Er war ursprünglich vermutlich bis zur Spitze rechteckig.
Auf der Inselgruppe stehen auch die Bautasteine von Hedlesøy (2,4 m hoch) und Hedlestykke (3,36 m hoch).